# Justin Hartley
Justin Scott Hartley (ur. 29 stycznia 1977 w Knoxville w stanie Illinois) – amerykański aktor, reżyser i scenarzysta.

## Życiorys

### Wczesne lata
Urodził się w Knoxville w stanie Illinois w rodzinie pochodzenia angielskiego i irlandzkiego. Wychowywał się wraz ze swoim starszym bratem Nathanem oraz młodszymi siostrami - Megan i Gabrielą w Orland Park, na przedmieściach Chicago. Po ukończeniu Carl Sandburg High School, uczęszczał na Uniwersytet Południowego Illinois w Carbondale. W szkole średniej trenował różne sporty, w tym baseball, koszykówkę i piłkę nożną. Ukończył studia na Uniwersytecie Illinois w Chicago na wydziale historii i teatru.

### Kariera
Po raz pierwszy trafił do telewizji w roli Nicholasa Foxwortha „Foxa” Crane w operze mydlanej NBC Passions (2002-2006), za którą był dwukrotnie nominowany do Soap Opera Digest Award. Zadebiutował  w niewielkiej roli Joe w melodramacie Race You to the Bottom (2005) z Amber Benson i Danielle Harris. Zastąpił Willa Toale w roli młodego Aquamana / Arthura „AC” Curry w nieoczekiwanym pilocie serialu The CW Aquaman (Mercy Reef, 2006). W serialu The CW Tajemnice Smallville (Smallville, 2006-2011) wystąpił jako Green Arrow / Oliver Queen. Trafił też do obsady dreszczowca Red Canyon (2008) z Normanem Reedusem i Christine Lakin. Rola Nicka Kordy w serii internetowej Gemini Division (2008) u boku Rosario Dawson przyniosła mu nominację do YouTube Streamy Awards. 
W listopadzie 2014 Hartley przejął rolę Adama Newmana w operze mydlanej CBS Żar młodości (The Young and the Restless) i grał tę postać do września 2016. Za rolę Kevina Pearsona w serialu Tacy jesteśmy otrzymał nagrodę Gildii Aktorów Ekranowych 2018 i 2019 i był nominowany do Teen Choice Awards (2019). 

## Życie prywatne
W 2003 zaczął spotykać się z aktorką Lindsay Korman, z którą grał w serialu Passions. 13 listopada 2003 para zaręczyła się, a 1 maja 2004 wzięła ślub. Mają córkę Isabellę Justice (ur. 3 lipca 2004). 6 maja 2012 roku ogłosili rozwód. W 2014 zaczął spotykać się z aktorką Chrishell Stause, której oświadczył się w lipcu 2016. 28 października 2017 para wzięła ślub. W 2020 roku Justin złożył wniosek o rozwód.
Kibicuje Chicago Cubs i Los Angeles Dodgers. Lubi ogrodnictwo.

## Wybrana filmografia

### Filmy
- 2009: Babskie wakacje (Spring Breakdown) jako Todd
- 2009: Krytyczne 24 godziny (Megafault) jako Dan Lane
- 2014: Damaged Goods jako Tim
- 2015: The Challenger jako James
- 2017: Złe mamuśki 2: Jak przetrwać święta (A Bad Moms Christmas) jako Ty Swindle

### Seriale TV
- 2002-2006: Passions jako Nicholas Foxworth „Fox” Crane
- 2006: Aquaman jako Arthur Curry/Orin
- 2006-2011: Tajemnice Smallville (Smallville) jako Green Arrow/Oliver Queen
- 2007: CSI: Kryminalne zagadki Nowego Jorku (CSI: NY) jako Elliott Bevins
- 2007: Dowody zbrodni (Cold Case) jako Mike Delaney (1982)
- 2011: Chuck jako Wesley Sneijder
- 2012: Castle jako Reggie Starr
- 2012: Doktor Hart (Hart of Dixie) jako Jesse Kinsella
- 2012-2013: Emily Owens, M.D. jako Will Collins
- 2013: Melissa i Joey (Melissa & Joey) jako Noah Butler
- 2013–2014: Zemsta (Revenge) jako Patrick Osbourne
- 2014–2016: Kochanki (Mistresses) jako Scott, chirurg plastyczny
- 2014–2016: Żar młodości jako Adam Newman
- 2016–2022: Tacy jesteśmy jako Kevin Pearson
- 2019: Jane the Virgin w roli samego siebie